# 안텔로타나시스
안텔로타나시스(그리스어: Αντελοθανάσης)는 그리스의 사격 선수이다.
자유소총 종목에 참가했다. 정확한 점수와 순위는 알려지지 않았으며, 5위 이내에는 들지 못했다.